# Zamek Metlika
Zamek Metlika (słoweń. Metliški Grad) – XV-wieczny zamek położony nad starą częścią miasta Metlika w południowo-wschodniej Słowenii, przy granicy z Chorwacją.

## Historia
Pierwotna warownia obronna wzniesiona została w pierwszej połowie XIII wieku przez zakon krzyżacki. Wkrótce potem zamek został siedzibą komturii. W XV wieku warownia skutecznie chroniła okolice przed częstymi najazdami tureckimi. Na początku XVIII wieku zamek został praktycznie doszczętnie strawiony przez pożar. Odbudowany, jako barokowa rezydencja stanowi obecnie siedzibę muzeum regionalnego (słoweń. Belokranjski muzej). Odwiedzający obejrzeć mogą tutaj ekspozycję obejmującą liczne zbiory historyczne oraz etnograficzne przybliżające dzieje regionu. 